# ديوغو سيلفا
ديوغو سيلفا (بالبرتغالية: Diogo Silva‏) هو لاعب كرة قدم برازيلي، ولد في 8 يوليو 1986 في كويابا في البرازيل. لعب مع نادي فاسكو دا غاما.

## وصلات خارجية
- ديوغو سيلفا على موقع قاعدة بيانات كرة القدم.إي يو (الإنجليزية)
- ديوغو سيلفا على موقع Soccerway.com (الإنجليزية)